# 1588년
1588년은 금요일로 시작하는 윤년이다.

## 연호
- 명(明) 만력(萬曆) 16년
- 일본(日本) 덴쇼(天正) 16년
- 후 레 왕조(後黎朝) 꽝흥(光興) 11년
- 막 왕조(莫朝) 도안타이(端泰) 4년 / 흥찌(興治) 원년

## 기년
- 류큐(琉球) 쇼에이왕(尚永王) 16년
- 명(明) 신종 만력제(神宗 萬曆帝) 16년
- 조선(朝鮮) 선조(宣祖) 21년
- 후 레 왕조(後黎朝) 세종(世宗) 16년
- 막 왕조(莫朝) 막머우헙(莫茂洽) 24년

## 사건
- 영국의 해군과 에스파니아의 무적함대가 교전(칼레해전)
- 조선 선조때 문신 유홍(1524 ~ 1594)이 고쳐진 《대명회전》을 들고 돌아와 종계변무가 일단락되었다.

## 탄생
- 4월 5일 - 잉글랜드 왕국의 정치철학자, 최초의 민주적 사회계약론자 토마스 홉스
- 9월 8일 - 프랑스 수학자 마랭 메르센
- 조선 중기의 문신 김자점

## 사망
- 1월 5일 - 척계광, 명나라 군인.